# Гериатрия
Гериатрията или още гериатрична медицина  е дял от медицината, който изучава възникването, развитието, лечението и предотвратяването на болестите при възрастните хора.
Гериатрията е дял от геронтологията.